# Liebiegova přádelna
Liebiegova přádelna je bývalý průmyslový závod v Boleslavi, části obce Černousy na severu České republiky ve Frýdlantském výběžku Libereckého kraje. Podnik vznikl v objektu hospody (čp. 16), kterou v polovině 19. století Franz Liebieg zakoupil, a pily (čp. 17). Oba objekty nechal přestavět na přádelnu mykané příze. Zpracovával v ní ovčí vlnu.
K závodu vedl náhon, který sem přiváděl vodu z řeky Smědé. Součástí továrny byla patrová přádelna, dále úpravna se šedovými světlíky a navíc ještě kotelna s charakteristickými vysokými obloukově zaklenutými okny. V roce 1897 postihl závod požár, leč podařilo se po něm provoz v továrně obnovit.
Mezi roky 1931 a 1935 měla areál v pronájmu společnost Leinbrock a Kretschmar, která v něm vyráběla strojírenské výrobky. Od počátku druhé světové války již ale závod neprodukoval žádné výrobky. Po válce byl znárodněn a využíval jej jako skladiště místní státní statek. Na počátku 21. století stál z továrny pouze opravený dům čp. 16. Zbytek byl již povětšinou zbořen.